# Vezzano sul Crostolo
Vezzano sul Crostolo est une commune italienne de la province de Reggio d'Émilie dans la région Émilie-Romagne en Italie.

## Administration
| Période                                  | Période | Identité | Étiquette | Qualité |
| ---------------------------------------- | ------- | -------- | --------- | ------- |
|                                          |         |          |           |         |
| Les données manquantes sont à compléter. |         |          |           |         |

### Hameaux
Bettola Ca' Caprari, Ca' di Rosino, Casaratta, Case Martini, Casoletta, Il Poggio, La Fornace, La Vecchia, Marmazza, Paderna, Pecorile, Pedergnano, Possione, Rio Buracci, Riolo, Scarzola, Villa, Vindè, Vronco

### Communes limitrophes
Albinea, Casina, Canossa, Quattro Castella, San Polo d'Enza, Viano